# Bradner
Bradner ist ein Village im Wood County, Ohio, Vereinigte Staaten. Laut Volkszählung im Jahr 2020 betrug die Bevölkerungszahl 971.

## Geographie
Der Ort befindet sich am Schnittpunkt von Ohio State Route 58 (Caldwell Road) und Ohio State Route 281 und wird durch die Chesapeak and Ohio Railroad geteilt. Im südöstlichen Teil des Stadtgebietes gibt es einige Ölförderpumpen.
Nach den Angaben des United States Census Bureaus hat die Ortschaft eine Fläche von 1,6 km², es gibt keine nennenswerten Gewässerflächen.

## Demographie
Zum Zeitpunkt des United States Census 2000 bewohnten Bradner 1171 Personen. Die Bevölkerungsdichte betrug 741,2 Personen pro km². Es gab 454 Wohneinheiten, durchschnittlich 287,4 pro km². Die Bevölkerung Bradners bestand zu 98,80 % aus Weißen, 0 % Schwarzen oder African American, 0,17 % Native American, 0,09 % Asian, 0 % Pacific Islander, 0,43 % gaben an, anderen Rassen anzugehören und 0,51 % nannten zwei oder mehr Rassen. 2,65 % der Bevölkerung erklärten, Hispanos oder Latinos jeglicher Rasse zu sein.
Die Bewohner Bradners verteilten sich auf 445 Haushalte, von denen in 35,1 % Kinder unter 18 Jahren lebten. 56,4 % der Haushalte stellten Verheiratete, 11,5 % hatten einen weiblichen Haushaltsvorstand ohne Ehemann und 27,6 % bildeten keine Familien. 23,8 % der Haushalte bestanden aus Einzelpersonen und in 9,7 % aller Haushalte lebte jemand im Alter von 65 Jahren oder mehr alleine. Die durchschnittliche Haushaltsgröße betrug 2,63 und die durchschnittliche Familiengröße 3,09 Personen.
Die Bevölkerung verteilte sich auf 29,0 % Minderjährige, 8,3 % 18–24-Jährige, 28,4 % 25–44-Jährige, 22,3 % 45–64-Jährige und 12,0 % im Alter von 65 Jahren oder mehr. Das Durchschnittsalter betrug 35 Jahre. Auf jeweils 100 Frauen entfielen 99,1 Männer. Bei den über 18-Jährigen entfielen auf 100 Frauen 95,5 Männer.
Das mittlere Haushaltseinkommen in Bradner betrug 35.521 US-Dollar und das mittlere Familieneinkommen erreichte die Höhe von 40.350 US-Dollar. Das Durchschnittseinkommen der Männer betrug 33.472 US-Dollar, gegenüber 21.719 US-Dollar bei den Frauen. Das Pro-Kopf-Einkommen belief sich auf 15.000 US-Dollar. 12,2 % der Bevölkerung und 9,8 % der Familien hatten ein Einkommen unterhalb der Armutsgrenze, davon waren 19,9 % der Minderjährigen und 3,2 % der Altersgruppe 65 Jahre und mehr betroffen.

## Persönlichkeiten
- Jesse A. Ladd (1887–1957), Brigadegeneral der United States Army